# Uduba danielae
Uduba danielae is een spinnensoort uit de familie Udubidae. De soort komt voor in Madagaskar.